# Parc national de Sotchi
Le parc national de Sotchi (russe : Сочинский национальный парк) est un parc national situé en Russie dans les hauteurs de Sotchi appartenant au kraï de Krasnodar. Il se trouve dans une partie du Grand Caucase du bord de la mer Noire. Fondé le 5 mai 1983, c'est le deuxième parc national de Russie par son ancienneté. Il s'étend sur 1 937 km2.

## Géographie
Le parc national de Sotchi s'étend de la frontière du raïon de Touapsé, entre les rivières Chepsi et Magri au nord-ouest, jusqu'à la frontière avec la république d'Abkhazie, au-delà de la rivière Psoou au sud-est. En largeur, il s'étend du littoral de la mer Noire jusqu'à la ligne de partage des eaux du Grand Caucase. Une quarantaine de cours d'eau traversent son territoire, ainsi qu'une quinzaine de forêts. Il est parcouru de quarante-huit itinéraires touristiques. Les sommets les plus hauts dépassent 2 300 mètres (Aïbga), d'autres sont des lieux touristiques, comme le mont Akhoun, d'où l'on embrasse du regard la mer Noire au loin. La station de Krasnaïa Poliana se trouve à la limite du parc.

## Espèces

### Faune
La panthère de Perse y a été réintroduite en 2009, dans une zone spéciale afin d'étudier sa reproduction. Les premiers petits sont nés en 2013 et seront relâchés ailleurs une fois leur autonomie assurée. Parmi les espèces présentes, l'on peut distinguer :
| Espèces inscrites au livre rouge de Russie | Espèces inscrites au livre rouge de Russie |
| Nom vernaculaire                           | Nom scientifique                           |
| ------------------------------------------ | ------------------------------------------ |
| Invertébrés                                |                                            |
| Rosalie des Alpes                          | Rosalia alpina                             |
| Carabe de Hongrie                          | Carabus hungaricus (en)                    |
| Bousier à deux points                      | Aphodius bimaculatus                       |
| Anax empereur                              | Anax imperator                             |
| Aporrectodea dubiosa (Lombric)             | Aporrectodea dubiosa                       |
| Carabe de Konstantinov                     | Carabus constantinovi                      |
| Carabe de Mirochnikov                      | Carabus miroshnikovi                       |
| Lucane cerf-volant                         | Lucanus cervus                             |
| Lombric de Transcaucasie                   | Eisenia transcaucasica                     |
| Longicorne de Colchide                     | Rhesus serricollis                         |
| Carabe du Caucase                          | Carabus caucasicus                         |
| Longicorne du Caucase                      | Xylosteus caucasicola                      |
| Belle cétoine                              | Potosia speciosa                           |
| Parnopes grandior                          | Parnopes grandior                          |
| Semi-Apollon                               | Parnassius mnemosyne                       |
| Apollon                                    | Parnassius apollo                          |
| Guêpe des bois parasite                    | Orussus abietinus                          |
| Calosome sycophante                        | Calosoma sycophanta                        |
| Pleroneura dahli                           | Pleroneura dahli                           |
| Xylocope charpentière                      | Xylocopa valga                             |
| Capricorne noueux                          | Cerambyx nodulosus                         |
| Cyclostomata                               |                                            |
| Lamproie de Marie                          | Eudontomyzon mariae                        |
| Poissons                                   |                                            |
| Ablette du Caucase                         | Chalcalburnus chalcoides mento             |
| Truite fario                               | Salmo trutta                               |
| Amphibiens                                 |                                            |
| Crapaud du Caucase                         | Bufo verrucosissimus                       |
| Pélodyte du Caucase                        | Pelodytes caucasicus                       |
| Salamandre d'Asie Mineure                  | Triturus vittatus                          |
| Triton du Caucase                          | Lissotriton lantzi                         |
| Salamandre de Perse                        | Triturus karelinii                         |
| Reptiles                                   |                                            |
| Vipère de Dinnik                           | Vipera dinniki                             |
| Vipère de Kaznakov                         | Vipera kaznakovi                           |
| Tortue grecque                             | Testudo graeca                             |
| Couleuvre d'Esculape                       | Elaphe longissima                          |
| Oiseaux                                    |                                            |
| Vautour fauve                              | Gyps fulvus                                |
| Aigle royal                                | Aquila chrysaetos                          |
| Gypaète barbu                              | Gypaetus barbatus                          |
| Circaète Jean-le-Blanc                     | Circaetus gallicus                         |
| Tétras du Caucase                          | Lyrurus mlokosiewiczi                      |
| Milan royal                                | Milvus milvus                              |
| Aigle pomarin                              | Aquila pomarina                            |
| Pygargue à queue blanche                   | Haliaeetus albicilla                       |
| Faucon pèlerin                             | Falco peregrinus                           |
| Balbuzard pêcheur                          | Pandion haliaetus                          |
| Cigogne noire                              | Ciconia nigra                              |
| Vautour moine                              | Aegypius monachus                          |
| Mammifères                                 |                                            |
| Grand rhinolophe                           | Rhinolophus ferrumequinum                  |
| Grande noctule                             | Nyctalus lasiopterus                       |
| Bison d'Europe                             | Bison bonasus                              |
| Loutre du Caucase                          | Lutra lutra meridionalis                   |
| Chat sauvage du Caucase                    | Felis silvestris caucasica (en)            |
| Panthère de Perse                          | Panthera pardus saxicolor                  |
| Petit rhinolophe                           | Rhinolophus hipposideros                   |
| Minioptère de Schreibers                   | Miniopterus schreibersi                    |
| Petit murin                                | Myotis blythii                             |
| Rhinolophe de Mehely                       | Rhinolophus mehelyi                        |
| Murin à oreilles échancrées                | Myotis emarginatus                         |

### Flore

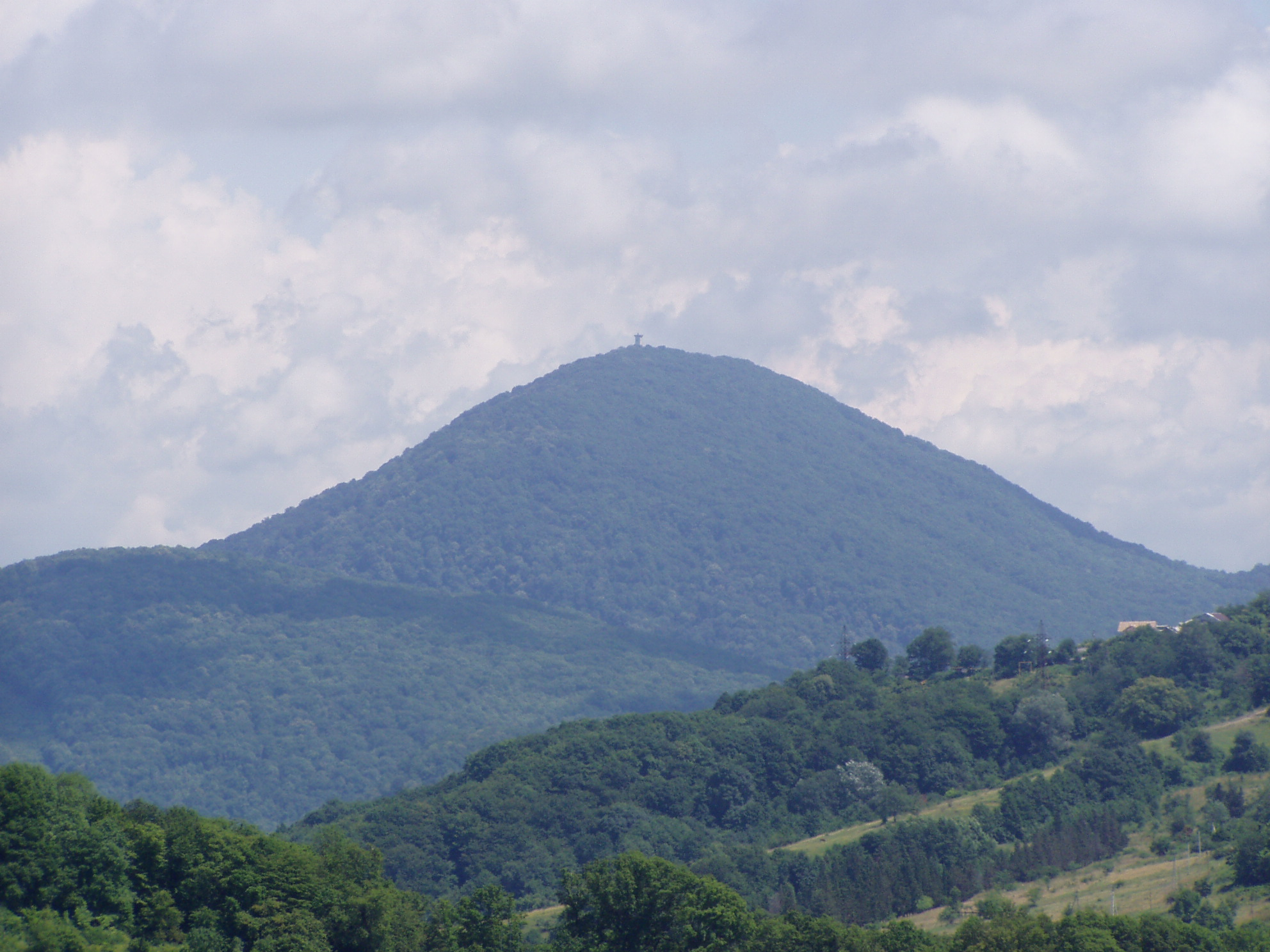
Vue du mont Akhoun

| Espèces inscrites au livre rouge de Russie | Espèces inscrites au livre rouge de Russie |
| Nom vernaculaire                           | Nom scientifique                           |
| ------------------------------------------ | ------------------------------------------ |
| Gymnospermes                               |                                            |
| If commun                                  | Taxus baccata                              |
| Angiospermes                               |                                            |
| Orchis pyramidal                           | Anacamptis pyramidalis                     |
| Colchique du Caucase                       | Colchicum speciosum                        |
| Colchique d'ombre                          | Colchicum umbrosum                         |
| Epimedium de Colchide                      | Epimedium colchicum                        |
| Dioscorée du Caucase                       | Dioscorea caucasica                        |
| Genêt de Svanétie                          | Genista suanica                            |
| Fragon de Colchide                         | Ruscus colchicus                           |
| Figuier de Carie                           | Ficus carica                               |
| Érythrone du Caucase                       | Erythronium caucasicum                     |
| Staphylée de Colchide                      | Staphylea colchica                         |
| Stipe pennée                               | Stipa pennata                              |
| Campanule d'Autrans                        | Campanula autraniana                       |
| Arachné de Colchide                        | Leptopus colchicus (Arachne colchica)      |
| Lis martagon                               | Lilium martagon                            |
| Lis de Kesselring                          | Lilium kesselringianum                     |
| Limodore à feuilles avortées               | Limodorum abortivum                        |
| Pavot d'Orient                             | Papaver orientale                          |
| Épipogon sans feuilles                     | Epipogium aphyllum                         |
| Fétuque de Sommier                         | Festuca sommieri (longearistata)           |
| Ophrys œstrifère                           | Ophrys oestrifera                          |
| Orchis des marais à trois feuilles         | Dactylorhiza triphylla                     |
| Pivoine de Wittmann                        | Paeonia wittmanniana                       |
| Perce-neige de Voronov                     | Galanthus woronowii                        |
| Perce-neige du Caucase                     | Galanthus caucasicus                       |
| Perce-neige à feuilles larges              | Galanthus platyphyllus                     |
| Céphalanthère à feuilles étroites          | Cephalanthera longifolia                   |
| Céphalanthère rouge                        | Cephalanthera rubra                        |
| Céphalanthère de Damas                     | Cephalanthera damasonium                   |
| Seigle de Kouprianov                       | Secale kuprijanovii                        |
| Buis de Colchide                           | Buxus colchica                             |
| Sérapias à labelle allongé                 | Serapias vomeracea                         |
| Spiranthe d'automne                        | Spiranthes spiralis                        |
| Sredinskya grandis                         | Sredinskya grandis                         |
| Steveniella satyrioides                    | Steveniella satyrioides                    |
| Orchis globuleux                           | Traunsteinera globosa                      |
| Tulipe de Lipsky                           | Tulipa lipskyi                             |
| Charme-houblon                             | Ostrya carpinifolia                        |
| Cyclamen du Caucase                        | Cyclamen coum                              |
| Globularia trichosantha                    | Globularia trichosantha                    |
| Crocus des vallées                         | Crocus vallicola                           |
| Crocus speciosus                           | Crocus speciosus                           |
| Orchis punaise                             | Orchis coriophora                          |
| Orchis mâle                                | Orchis mascula                             |
| Orchis de Provence                         | Orchis provincialis                        |
| Orchis pourpre                             | Orchis purpurea                            |
| Orchis tridenté                            | Orchis tridentata                          |
| Orchis guerrier                            | Orchis militaris                           |

## Adresse administrative

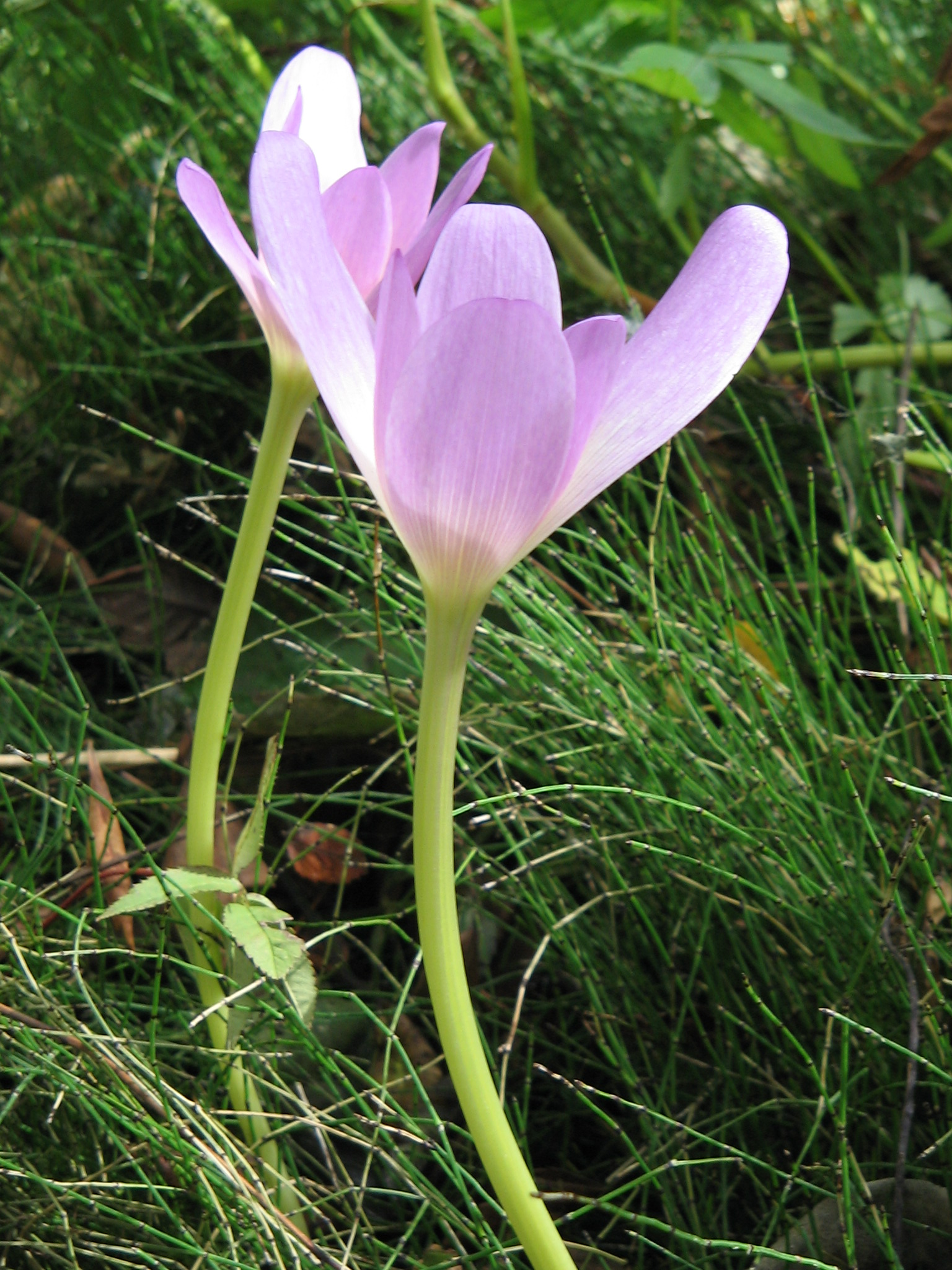
Colchicum speciosum

- Местонахождение национального парка:354000, Краснодарский край, г. Сочи, ул. Московская, 21. ; Parc national de Sotchi, 21 rue Moskovskaïa, Sotchi, 354000 Kraï de Krasnodar, Russie.